# Bolívar (Cauca)
Bolívar è un comune della Colombia facente parte del dipartimento di Cauca.
Il centro abitato venne fondato da Domingo Belisario Gómez nel 1784.